# 44e division (armée impériale japonaise)
Pour les articles homonymes, voir 44e division.
La 44e division (第44師団, Dai-yon-jū-yon shidan) est une unité d'infanterie de l'armée impériale japonaise basée à Osaka durant la Seconde Guerre mondiale. Son nom de code est Division Orange (橘兵団, Tachibana-heidan).
Elle est créée le 4 avril 1944 en même temps que les 81e et 86e divisions. Sa création se fait malgré la superstition japonaise persistante de la tétraphobie (peur du chiffre 4). Son centre est le quartier-général de la 4e division. Elle est initialement affectée à l'armée du district central.
En mars 1945, la 44e division est envoyée à Takahagi dans la préfecture d'Ibaraki où elle arrive le 8 avril 1945. Elle est placée sous le contrôle de la 51e armée le 18 avril et affectée en tant qu'unité de réserve mobile. La reddition du Japon est annoncée avant que la division n'ait à combattre.